# ماغنوس أندرسون
ماغنوس أندرسون (بالسويدية: Magnus Andersson)‏ (مواليد 23 أبريل 1958) هو لاعب كرة قدم. يلعب مع منتخب السويد لكرة القدم. سبق له أن لعب في كأس العالم لكرة القدم مع منتخب بلاده.

## مسيرته الكروية
لعب ماغنوس أندرسون خلال مسيرته الاحترافية مع نادِ واحدٍ في أربعة عشر موسمًا وسجل خلالها 12 هدفًا ضمن 265 مباراة. حيث فاز في خمسة مواسم بالكأس وفي أربعة مواسم بالدوري.
خاض ماغنوس أندرسون مسيرته مع نادي مالمو في موسم 1975 ليلعب معه أربعة عشر موسمًا، مشاركًا في 265 مباراة سجل خلالها 12 هدفًا.

## روابط خارجية
- ماغنوس أندرسون على موقع الاتحاد الدولي (مؤرشف)  (الإنجليزية)
- ماغنوس أندرسون على موقع الاتحاد الأوربي (الإنجليزية)
- ماغنوس أندرسون على موقع قاعدة بيانات كرة القدم.إي يو (الإنجليزية)
- ماغنوس أندرسون على موقع ناشيونال فوتبول تيمز (الإنجليزية)
- ماغنوس أندرسون على موقع عالم كرة القدم.نت (الإنجليزية)